# Kees Heemskerk
Kees Heemskerk (Zaanstad, 2 maggio 1991) è un calciatore olandese, portiere del Rood-Wit Veldhoven.

## Carriera

### Club
È cresciuto nelle giovanili dell'Ajax, per cui ha militato per sette anni. Ha successivamente praticato il calcio universitario mentre ha frequentato l'Università di Charleston.
Nel 2014 è approdato ai norvegesi del Kongsvinger, all'epoca militanti in 2. divisjon, terzo livello del campionato locale. Ha esordito in squadra il 21 aprile dello stesso anno, schierato titolare nella vittoria per 5-2 sul Vindbjart.
Nell'estate 2014 ha fatto ritorno nei Paesi Bassi, per giocare con la maglia del Den Bosch, in Eerste Divisie. Ha esordito in squadra il 24 ottobre 2014, schierato titolare nella vittoria casalinga per 1-0 sul Fortuna Sittard.
Rimasto svincolato nel luglio 2018, dopo sei mesi di inattività ha firmato per l'RKC Waalwijk nel gennaio dell'anno seguente. L'11 agosto 2019 ha avuto l'opportunità di debuttare in Eredivisie, nella sconfitta per 0-2 subita contro l'AZ Alkmaar.
Il 1º febbraio 2021 ha firmato un contratto valido fino al termine della stagione con il TEC VV.

## Statistiche

### Presenze e reti nei club
Statistiche aggiornate al 1º febbraio 2021.
| Stagione            | Club                | Campionato          | Campionato | Campionato | Coppe nazionali | Coppe nazionali | Coppe nazionali | Coppe continentali | Coppe continentali | Coppe continentali | Supercoppe | Supercoppe | Supercoppe | Totale | Totale |
| Stagione            | Club                | Comp                | Pres       | Reti       | Comp            | Pres            | Reti            | Comp               | Pres               | Reti               | Comp       | Pres       | Reti       | Pres   | Reti   |
| ------------------- | ------------------- | ------------------- | ---------- | ---------- | --------------- | --------------- | --------------- | ------------------ | ------------------ | ------------------ | ---------- | ---------- | ---------- | ------ | ------ |
| apr.-lug. 2014      | Kongsvinger         | 2D                  | 7          | -12        | CN              | 1               | -4              | -                  | -                  | -                  | -          | -          | -          | 8      | -16    |
| 2014-2015           | Den Bosch           | 1D                  | 26         | -36        | CO              | 0               | 0               | -                  | -                  | -                  | -          | -          | -          | 26     | -36    |
| 2015-2016           | Den Bosch           | 1D                  | 33         | -49        | CO              | 4               | -5              | -                  | -                  | -                  | -          | -          | -          | 37     | -54    |
| 2016-2017           | Den Bosch           | 1D                  | 37         | -62        | CO              | 1               | -3              | -                  | -                  | -                  | -          | -          | -          | 38     | -65    |
| 2017-2018           | Den Bosch           | 1D                  | 24         | -33        | CO              | 1               | -3              | -                  | -                  | -                  | -          | -          | -          | 25     | -36    |
| Totale Den Bosch    | Totale Den Bosch    | Totale Den Bosch    | 120        | -180       |                 | 6               | -11             |                    | -                  | -                  |            | -          | -          | 127    | -191   |
| gen.-giu. 2019      | RKC Waalwijk        | 1D                  | 2          | -5         | CO              | -               | -               | -                  | -                  | -                  | -          | -          | -          | 2      | -5     |
| 2019-2020           | RKC Waalwijk        | ED                  | 3          | -7         | CO              | 0               | 0               | -                  | -                  | -                  | -          | -          | -          | 3      | -7     |
| Totale RKC Waalwijk | Totale RKC Waalwijk | Totale RKC Waalwijk | 5          | -12        |                 | 0               | 0               |                    | -                  | -                  |            | -          | -          | 5      | -12    |
| feb.-giu. 2021      | TEC VV              | 2K                  | 0          | 0          | CO              | -               | -               | -                  | -                  | -                  | -          | -          | -          | 0      | 0      |
| Totale              | Totale              | Totale              | 132        | -204       |                 | 6               | -11             |                    | -                  | -                  |            | -          | -          | 138    | -215   |